# Муслюмовский район
Муслю́мовский райо́н (тат.  Мөслим районы) — административно-территориальная единица и муниципальное образование (муниципальный район) в составе Республики Татарстан Российской Федерации. Административный центр — село Муслюмово. На начало 2020 года в районе проживало 19 326 человек. Население района представлено только сельскими жителями.
Район создан в 1930 году. В 1959-м к нему присоединили часть территории упразднённого Калининского района. В 1963-м –  упразднили с передачей территории в состав Мензелинского и Сармановского районов, но уже в конце 1965 года восстановили с нынешними границами
На территории района находится малое месторождение нефти. Его разработку с 2002 года ведёт Меллянефть. Основное отрасль экономики –  сельское хозяйство.
На территории района находится государственный природный заказник биологического (ботанического) профиля «Нарат-Астинский бор».

## География
Расположен на востоке республики. Граничит на северо-востоке с Актанышским, на севере с Мензелинским, на западе с Сармановским, на юго-западе с Азнакаевским районами республики, на юго-востоке с Республикой Башкортостан (Бакалинский район).
Территория представляет собой типичную равнину с общим уклоном поверхности на северо-запад. Преобладают высоты 100- 200 м над уровнем моря, максимальная высота составляет 257,7 м и расположена на юго-востоке района. Речная сеть района представлена рекой Ик с притоками Мелля.
Климат умеренно континентальный с тёплым летом и умеренно холодной зимой. Средняя годовая температура воздуха составляет +3,8 °С. Самый тёплый месяц — июль со средней температурой +19,7 °С и максимальными до +39 °С. В конце ноября образуется устойчивый снежный покров, который держится в среднем около 150 дней в году. Средняя температура января -12,2 °С, абсолютный годовой минимум температур -49 °С зафиксировали также в январе. 

## Герб и флаг
|  | В зелёном поле с лазоревой волнистой оконечностью, тонко завершённой серебром, поверх всего – черноволосый мальчик-пастух в золотой шапочке (каляпуше) и в таковых же татарских платье-рубахе, короткой препоясанной куртке (камзоле) и штанах — и узорных сапожках (ичигах), играющий на обращённом вправо курае (дудке) и сопровождённый по сторонам в оконечности справа старинным наконечником стрелы, слева — копейным наконечником того же металла, обращёнными вверх.Геральдическое описание герба |

Главной фигурой герба является юноша, символизирующий юность, расцвет, стремление к совершенству, движение вперёд, что намекает на большой потенциал района. Молодой человек одет в стилизованную татарскую одежду и играет на национальном инструменте – курае. Этим отмечается историко-культурные особенности района, население которого в подавляющем большинстве татары. Наконечники копий указывают на исторически-культурные особенности района: на этих территориях нашли множество предметов из меди, в том числе оружие. Синяя волнистая часть герба отсылается к реке Ик, которая делит район пополам, а её цвет символизирует честь, благородство и духовность. Зелёной полосой показаны природа, плодородие, жизнь и развитость сельского хозяйства. Жёлтая окраска костюма и наконечников копий является символом урожая, богатства, солнечной энергии и тепла, уважения и интеллекта.
Флаг района представляет собой адаптацию герба — прямоугольник с отношением ширины к длине 2:3, разделённый на три полосы: самую широкую зелёную, самую узкую белую волнистую и синюю. В центре — юноша с кураем в руках.

## История

### Предыстория
До 1920 года территория Муслюмовского района входила в состав Мензелинского уезда Уфимской губернии, а с 1920-го по 1930-й находилась в Мензелинском кантоне. В 1930 году все кантоны Татарской АССР упразднили. Вместо них создали районы, в том числе Муслюмовский. В 1937—1940 годах Указом Верховного Совета РСФСР Новоагбязовский сельсовет из Муслюмовского района Татарской АССР перевели в состав Бакалинского района Башкирской АССР. В 1935 году часть территории района отошла ко вновь образованному Калининскому району. В 1940-м площадь Муслюмовского района составляла 1261 км², там было 28 сельсоветов, 77 населённых пунктов с общей численностью населения 36 тысяч человек. 12 октября 1959 года в эту территорию вошла часть земли упразднённого Калининского района, после чего площадь Муслимовского увеличилась до 1593,3 км², количество сельских советов составило 19, населенных пунктов — 96.
В 1963-м Муслюмовский район упразднили с передачей территории в состав Мензелинского и Сармановского районов, но уже в конце 1965 года восстановили. Его площадь составила 1433 км², на тот момент в 78 населённых пунктах, разделённых на 17 сельсоветов, проживало 32,5 тысяч человек.

### Современность
В 2002 году главой администрации Муслюмовского района стал Ришат Хабипов. В 2006 году после российской муниципальной реформы были созданы муниципальные образования, и Ришата Хабипова назначили главой Муслюмовского муниципального образования (района). Ему на смену в 2013 году пришёл Рамиль Муллин, которого переизбрали в 2020 году.

## Население

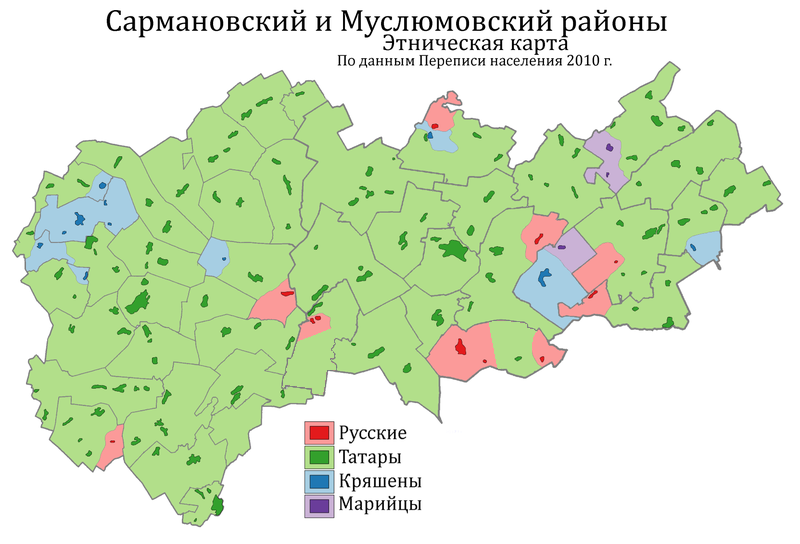
Этническая карта Сарманского и Муслюмовского районов

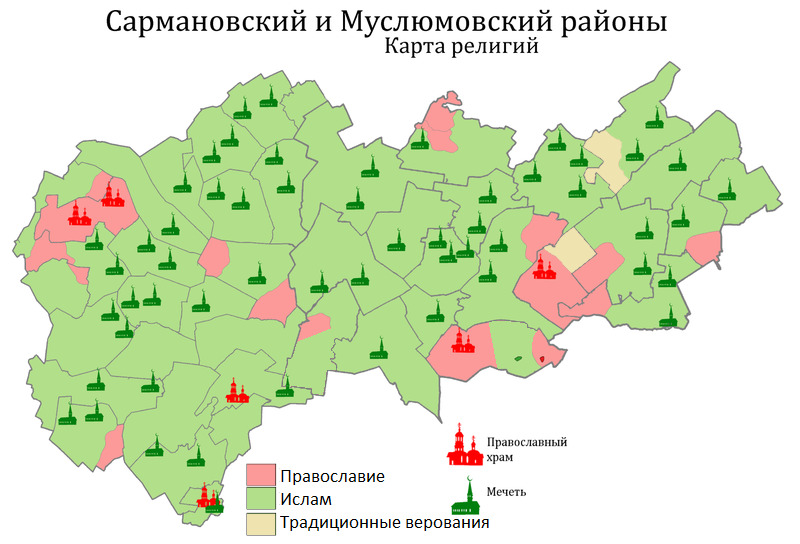
Религиозная карта Нижнекамского района

Согласно итогам Всероссийской переписи населения 2020 года (из числа указавших национальность), татары составляют 89,5 % населения района, русские - 6 %, марийцы - 2,6 %. 
| 2002    | 2003    | 2004    | 2005    | 2006    | 2007    | 2008    |
| ------- | ------- | ------- | ------- | ------- | ------- | ------- |
| 22 911  | ↘22 500 | ↗22 800 | ↘22 337 | ↘22 101 | ↘21 874 | ↘21 699 |
| 2009    | 2010    | 2011    | 2012    | 2013    | 2014    | 2015    |
| →21 699 | ↗21 884 | ↘21 819 | ↘21 516 | ↘21 272 | ↘21 043 | ↘20 716 |
| 2016    | 2017    | 2018    | 2019    | 2021    |         |         |
| ↘20 421 | ↘20 228 | ↘19 874 | ↘19 523 | ↘19 109 |         |         |

## Муниципально-территориальное устройство
В Муслюмовском районе 71 населённый пункт в составе 19 сельских поселений:
| №  | Сельские поселения                    | Административный центр     | Количество населённых пунктов | Население | Площадь, км² |
| -- | ------------------------------------- | -------------------------- | ----------------------------- | --------- | ------------ |
| 1  | Амикеевское сельское поселение        | село Амикеево              | 2                             | ↘458      |              |
| 2  | Баланнинское сельское поселение       | село Баланны               | 3                             | ↘578      |              |
| 3  | Баюковское сельское поселение         | село Баюково               | 4                             | ↘606      |              |
| 4  | Большечекмакское сельское поселение   | село Большой Чекмак        | 1                             | ↘441      |              |
| 5  | Варяш-Башское сельское поселение      | село Варяш-Баш             | 2                             | ↘671      |              |
| 6  | Исансуповское сельское поселение      | деревня Татарское Булярово | 7                             | ↘1107     |              |
| 7  | Кряш-Шуранское сельское поселение     | село Кряш-Шуран            | 5                             | ↘472      |              |
| 8  | Мелля-Тамакское сельское поселение    | село Мелля-Тамак           | 2                             | ↘661      |              |
| 9  | Митряевское сельское поселение        | село Митряево              | 5                             | ↘1093     |              |
| 10 | Михайловское сельское поселение       | село Михайловка            | 3                             | ↘554      |              |
| 11 | Муслюмовское сельское поселение       | село Муслюмово             | 2                             | ↘7655     |              |
| 12 | Нижнетабынское сельское поселение     | село Нижний Табын          | 6                             | ↘967      |              |
| 13 | Новоусинское сельское поселение       | село Новые Усы             | 2                             | ↘441      |              |
| 14 | Октябрьское сельское поселение        | село Октябрь               | 4                             | ↘397      |              |
| 15 | Семяковское сельское поселение        | село Семяково              | 5                             | ↘648      |              |
| 16 | Старокарамалинское сельское поселение | село Старые Карамалы       | 6                             | ↘1048     |              |
| 17 | Тойгильдинское сельское поселение     | село Тойгильдино           | 4                             | ↘1211     |              |
| 18 | Уразметьевское сельское поселение     | село Уразметьево           | 4                             | ↘380      |              |
| 19 | Шуганское сельское поселение          | село Русский Шуган         | 4                             | ↘486      |              |

| №  | Населённый пункт              | Тип     | Население | Муниципальное образование             |
| -- | ----------------------------- | ------- | --------- | ------------------------------------- |
| 1  | Амикеево                      | село    |           | Амикеевское сельское поселение        |
| 2  | Андрюш                        | деревня |           | Октябрьское сельское поселение        |
| 3  | Атлас                         | деревня |           | Тойгильдинское сельское поселение     |
| 4  | Бакабизово                    | деревня |           | Октябрьское сельское поселение        |
| 5  | Баланны                       | село    |           | Баланнинское сельское поселение       |
| 6  | Баюково                       | село    |           | Баюковское сельское поселение         |
| 7  | Бикмесь                       | деревня |           | Новоусинское сельское поселение       |
| 8  | Большой Чекмак                | село    | ↗456      | Большечекмакское сельское поселение   |
| 9  | Буляк                         | село    |           | Уразметьевское сельское поселение     |
| 10 | Варяш-Баш                     | село    |           | Варяш-Башское сельское поселение      |
| 11 | Верхний Табын                 | село    |           | Нижнетабынское сельское поселение     |
| 12 | Горбуновка                    | деревня |           | Баюковское сельское поселение         |
| 13 | Деревня имени Карла Либкнехта | деревня |           | Старокарамалинское сельское поселение |
| 14 | Дусай                         | деревня |           | Баюковское сельское поселение         |
| 15 | Елгабаш                       | село    |           | Семяковское сельское поселение        |
| 16 | Игенче                        | посёлок |           | Тойгильдинское сельское поселение     |
| 17 | Исансупово                    | село    |           | Исансуповское сельское поселение      |
| 18 | Каен-Саз                      | село    |           | Кряш-Шуранское сельское поселение     |
| 19 | Катмыш                        | деревня |           | Муслюмовское сельское поселение       |
| 20 | Красный Яр                    | посёлок |           | Нижнетабынское сельское поселение     |
| 21 | Красный Яр                    | деревня |           | Семяковское сельское поселение        |
| 22 | Кряш-Шуран                    | село    |           | Кряш-Шуранское сельское поселение     |
| 23 | Кубяково                      | деревня |           | Старокарамалинское сельское поселение |
| 24 | Кырын Тау                     | деревня |           | Семяковское сельское поселение        |
| 25 | Мари-Буляр                    | село    |           | Исансуповское сельское поселение      |
| 26 | Мелля-Тамак                   | село    |           | Мелля-Тамакское сельское поселение    |
| 27 | Митряево                      | село    |           | Митряевское сельское поселение        |
| 28 | Михайловка                    | село    |           | Михайловское сельское поселение       |
| 29 | Муслюмово                     | село    | ↗8043     | Муслюмовское сельское поселение       |
| 30 | Нарат-Асты                    | деревня |           | Мелля-Тамакское сельское поселение    |
| 31 | Нижний Табын                  | село    |           | Нижнетабынское сельское поселение     |
| 32 | Новое Саитово                 | деревня |           | Исансуповское сельское поселение      |
| 33 | Новое Сафарово                | посёлок |           | Баюковское сельское поселение         |
| 34 | Новые Карамалы                | деревня |           | Старокарамалинское сельское поселение |
| 35 | Новые Усы                     | село    |           | Новоусинское сельское поселение       |
| 36 | Октябрь                       | село    |           | Октябрьское сельское поселение        |
| 37 | Ольгино                       | деревня |           | Митряевское сельское поселение        |
| 38 | Осиновка                      | посёлок |           | Исансуповское сельское поселение      |
| 39 | Островка                      | деревня |           | Шуганское сельское поселение          |
| 40 | Покровка                      | село    |           | Старокарамалинское сельское поселение |
| 41 | Приют-Шуран                   | деревня |           | Кряш-Шуранское сельское поселение     |
| 42 | Русский Шуган                 | село    |           | Шуганское сельское поселение          |
| 43 | Салауз-Мухан                  | село    |           | Митряевское сельское поселение        |
| 44 | Семяково                      | село    |           | Семяковское сельское поселение        |
| 45 | Сикия                         | деревня |           | Уразметьевское сельское поселение     |
| 46 | Старая Смыловка               | село    |           | Шуганское сельское поселение          |
| 47 | Старое Альметьево             | деревня |           | Амикеевское сельское поселение        |
| 48 | Старое Саитово                | деревня |           | Исансуповское сельское поселение      |
| 49 | Старые Карамалы               | село    |           | Старокарамалинское сельское поселение |
| 50 | Старый Варяш                  | село    |           | Варяш-Башское сельское поселение      |
| 51 | Старый Чекмак                 | деревня |           | Митряевское сельское поселение        |
| 52 | Суекеево                      | деревня |           | Октябрьское сельское поселение        |
| 53 | Тамьян                        | деревня |           | Нижнетабынское сельское поселение     |
| 54 | Татарская Смыловка            | деревня |           | Шуганское сельское поселение          |
| 55 | Татарский Шуран               | деревня |           | Кряш-Шуранское сельское поселение     |
| 56 | Татарское Булярово            | деревня |           | Исансуповское сельское поселение      |
| 57 | Таш-Елга                      | деревня |           | Кряш-Шуранское сельское поселение     |
| 58 | Ташлияр                       | село    |           | Тойгильдинское сельское поселение     |
| 59 | Тегермянлек                   | деревня |           | Нижнетабынское сельское поселение     |
| 60 | Тогашево                      | деревня |           | Нижнетабынское сельское поселение     |
| 61 | Тойгильдино                   | село    |           | Тойгильдинское сельское поселение     |
| 62 | Туруш                         | деревня |           | Семяковское сельское поселение        |
| 63 | Тюрюш                         | деревня |           | Старокарамалинское сельское поселение |
| 64 | Удобновка                     | деревня |           | Михайловское сельское поселение       |
| 65 | Уразметьево                   | село    |           | Уразметьевское сельское поселение     |
| 66 | Урняк                         | деревня |           | Митряевское сельское поселение        |
| 67 | Чишма                         | деревня |           | Исансуповское сельское поселение      |
| 68 | Чишма                         | село    |           | Уразметьевское сельское поселение     |
| 69 | Чия-Тубя                      | посёлок |           | Баланнинское сельское поселение       |
| 70 | Шуганка                       | деревня |           | Баланнинское сельское поселение       |
| 71 | Элемта                        | деревня |           | Михайловское сельское поселение       |

## Экономика

### Промышленность
На территории района находится малое месторождение нефти. Его разработку с 2002 года ведёт Меллянефть. Наиболее крупными районными промышленными предприятиями являются «Муслюмовская межхозяйственная строительная организация», «Радиал» (добыча нерудных материалов), «Муслюмовские инженерные сети» (теплоснабжение), филиал «Татавтодор» (строительство дорог), «Агромастер» (производство посевных комплексов и почвообрабатывающей техники).
На 2018 год в районе зарегистрировано 476 субъектов малого бизнеса. Большинство из них задействованы в сфере оптовой и розничной торговли, ремонта автотранспортных средств, бытовых и других изделий — 45,3 %, ещё 25% в сельскохозяйственной деятельности, транспорта и связи (8,9 %) и обрабатывающих производств (7 %). За первую половину 2020 года было отгружено товаров, произведённых на территории района, на 1,2 млрд рублей (для сравнения, за весь 2013-й — 721,5 млн).

### Сельское хозяйство
Сельское хозяйство является основой экономики региона. В 2018-м площадь сельскохозяйственных угодий составляла 106,2 тыс. га, в том числе пашен — 85,6 тыс. га, в 2020-м площадь, отведённая под выращивание зерновых культур, составила 137,7 тыс. га. В районе возделываются яровая пшеница, озимая рожь, ячмень, овёс, гречиха, горох, сахарная свекла, рапс. Основные отрасли животноводства — мясо-молочное скотоводство, свиноводство и овцеводство. В 2018-м на территории района было зарегистрировано 64 фермерских хозяйства. В первом полугодии 2020 года валовая продукция сельского хозяйства составила почти 609 млн рублей, за 2013-й этот показатель составил 1,5 млрд.
В 2019 году началось строительство животноводческого комплекса «Август-Муслюм» с автоматической доильной системой и системой кросс-вентиляции. На ноябрь 2020 года строительство продолжается.

### Инвестиционный потенциал
В период с 2010 по 2020 год соотношение среднемесячной заработной платы к минимальному потребительскому бюджету выросло с 1,31 до 2,4 раз. При этом, в 2010-м средняя заработная плата составляла около 9 тысяч рублей, а к 2012-му возросла до 13 тысяч. Уровень безработицы с 2010 по 2020 года незначительно увеличился с 0,97 % до 1,08 %.
Согласно оценке Комитета Республики Татарстан по социально-экономическому мониторингу, инвестиции в основной капитал (полный круг хозяйствующих субъектов) в январе-июне 2020 года в Муслюмовском районе составили почти 1,4 млрд рублей или 0,7 % от общего объёма инвестиций в Татарстане. По отчёту Федеральной службы госстатистики республики, за 2019 год в Муслюмовский район было привлечено почти 158 млн рублей инвестиций (кроме бюджетных средств и доходов от субъектов малого предпринимательства), а за 2018-й — около 358 млн. По направленности инвестиций в 2020-м лидирует развитие с/х, охоты и рыбалки (почти 745 млн рублей), транспортировка и хранение товаров (27 млн), обрабатывающие производства (21 млн).

### Жилищный фонд
|                                           | 2018 год | 2018 год | 2018 год | 2018 год | 2019 год | 2019 год | 2019 год | 2019 год | 2020 год (январь-июнь) | 2020 год (январь-июнь) | 2020 год (январь-июнь) | 2020 год (январь-июнь) |
| ----------------------------------------- | -------- | -------- | -------- | -------- | -------- | -------- | -------- | -------- | ---------------------- | ---------------------- | ---------------------- | ---------------------- |
| кв.м                                      | %        | в РТ     | в РТ     | кв.м     | %        | в РТ     | в РТ     | кв.м     | %                      | в РТ                   | в РТ                   |                        |
| кв.м                                      | %        | кв.м     | % района | кв.м     | %        | кв.м     | % района | кв.м     | %                      | кв.м                   | % района               |                        |
| Всего                                     | 8036     | 100      | 2409949  | 0,33     | 9106     | 100      | 2675529  | 0,34     | 3714                   | 100                    | 1353428                | 0,27                   |
| В том числе предприятиями и организациями | -        | -        | 1301195  | -        | -        | -        | 1569808  | -        | -                      | -                      | 551485                 | -                      |
| В том числе населением                    | 8036     | 100      | 1108754  | 0,72     | 9106     | 100      | 1105721  | 0,82     | 3714                   | 100                    | 801943                 | 0,46                   |

### Транспорт
Дороги регионального или межмуниципального значения республики Татарстан: Большой Сухояш — Муслюмово — Урсаево, Альметьевск — Муслюмово, Муслюмово — Татарский Шуган, Актаныш — Муслюмово, Альметьевск — Муслюмово — Старое Байсарово, Муслюмово — Чалпы — Азнакаево, Муслюмово — Сакловбаш — Юлтимерово. Железных дорог в районе нет.

## Экология
Около 17 % площади района занимают лиственные и сосновый леса, кустарники, ещё 9,3 % — лугово-степная растительность. В районе обитают как лесные, так и степные животные. Из первых можно встретить лося, волка, лесного хорька, барсука, лису, беляка, белку обыкновенную, полёвку рыжую, чёрного хорька. Ко второй категории относятся заяц русак, суслик, сурок, полёвка обыкновенная, полевая мышь, мышь-малютка, ласка. Из лесных птиц наиболее распространены тетерев, клинтух, ястреб, сова ушастая, серая ворона, дятел, кукушка, сорока, филин, а в тополиных лесополосах — иволга, соловей восточный, пеночка-теньковка, славка серая. В реках водятся уклейка, лещ, жерех, стерлядь, сом, язь, карась, краснопёрка, белоглазка. В целом в районе представлено 287 видов позвоночных животных и 803 сосудистых растений.
На территории района находится государственный природный заказник биологического (ботанического) профиля «Нарат-Астинский бор», который расположен у села Нарат-Асты на склоновых участках коренного берега реки Ик и занимает 468 га. Это сосновый бор 100-120-летнего возраста, где собраны более 130 видов лесных и лесо-луговых растений, в том числе есть и занесённые в Красную книгу России и Татарстана: башмачок настоящий, сивец луговой, лапчатка прямостоячая, любка двулистная, волчеягодник обыкновенный. В заказнике водятся лось, кабан, косуля, лисица обыкновенная, ёж европейский, а также до 27 видов птиц, а также краснокнижные зелёный дятел и кедровка.

## Социальная сфера
В районе работает 16 средних, 11 основных, 24 начальных общеобразовательных школы, профильный лицей, коррекционная школа-интернат, среднее профессионально-техническое училище. В сфере здравоохранения действуют районная больница, поликлиника, врачебная амбулатория, 40 фельдшерско-акушерских пункта, Муслюмовский дом-интернат для престарелых и инвалидов. В сфере культуры числятся районный Дом культуры, 23 сельских дома культуры, 19 сельских клубов, центральная районная библиотека, районная детская библиотека, 31 массовая библиотека, краеведческий музей. В районе открыто 37 мечетей (четыре из них — в селе Муслюмово) и две церкви.
На территории района обнаружены многочисленные археологические памятники периода мезолита, энеолита и неолита, ананьинской, именьковской, пьяноборской, чияликской и срубной культур, имеются также булгарские памятники золотоордынского периода. В Муслюмовском районе два объекта культурного наследия регионального значения: развалины Екатерининского моста на северо-западнее села Игенче, и мечеть второй половины XIX века в селе Тойгильдино. Кроме того, действует краеведческий музей. В 2004 году в селе Муслюмово открыт Мемориальный комплекс боевой и трудовой славы «Победа» с вечным огнём.
С 1931 года издаётся районная газета «Авыл утлары» («Сельские огни») на русском и татарском языках. Её первоначальное название — «Кумэк хужалык», с 1958-го она называлась «Колхоз байрагы», современное наименование появилось в 1965 году. С 1962-го в районе есть радиовещание, в 1996-м открылась телестудия, в 2005 году было запущено районное беспроводное радио «Муслим МР», а в 2003-м все районные средства массовой информации объединили в «Муслюмовский информационно редакционный центр», который позже стал филиалом «Татмедиа» — «Муслюмово-информ».